# 9322 Lindenau
9322 Lindenau (1989 AC7) là một tiểu hành tinh vành đai chính được phát hiện ngày 10 tháng 1 năm 1989 bởi F. Borngen ở Tautenburg.